# Корне дю Плессі
Корне дю Плессі (нід. Corné du Plessis; нар. 20 березня 1978) — південноафриканський легкоатлет, який спеціалізувався в бігу на короткі дистанції.

## Спортивні досягнення
Чемпіон світу з естафетного бігу 4×100 метрів (2001).
Чемпіон Африки з естафетного бігу 4×100 метрів (2008).
Бронзовий призер Універсіади з бігу на 200 метрів (2001). Фіналіст (7-е місце) змагань з бігу на 100 метрів на Універсіаді (2001).